# Dysdera soleata
Dysdera soleata este o specie de păianjeni din genul Dysdera, familia Dysderidae, descrisă de Karsch, 1881.
Este endemică în Libya. Conform Catalogue of Life specia Dysdera soleata nu are subspecii cunoscute.